# Præsten i Vejlby (film fra 1972)
 For alternative betydninger, se Præsten i Vejlby. (Se også artikler, som begynder med Præsten i Vejlby)
Præsten i Vejlby er en dansk spillefilm fra 1972 instrueret af Claus Ørsted. Filmen har manuskript af Ørsted og Leif Petersen efter Blichers novelle Præsten i Vejlbye. 
Den autentiske historie er blevet filmatiseret flere gange, bl.a. i 1931-versionen, der var Danmarks første talefilm.

## Medvirkende
- Karl Stegger
- Anne-Lise Gabold
- Peter Steen
- Jens Okking
- Claus Nissen
- Lisbet Lundquist
- Erik Wedersøe
- Ejner Federspiel
- Preben Lerdorff Rye
- Sisse Reingaard
- Tove Maës
- Poul Thomsen
- Benny Hansen
- Hardy Rafn
- Christiane Rohde
- Avi Sagild